# Punta Walker

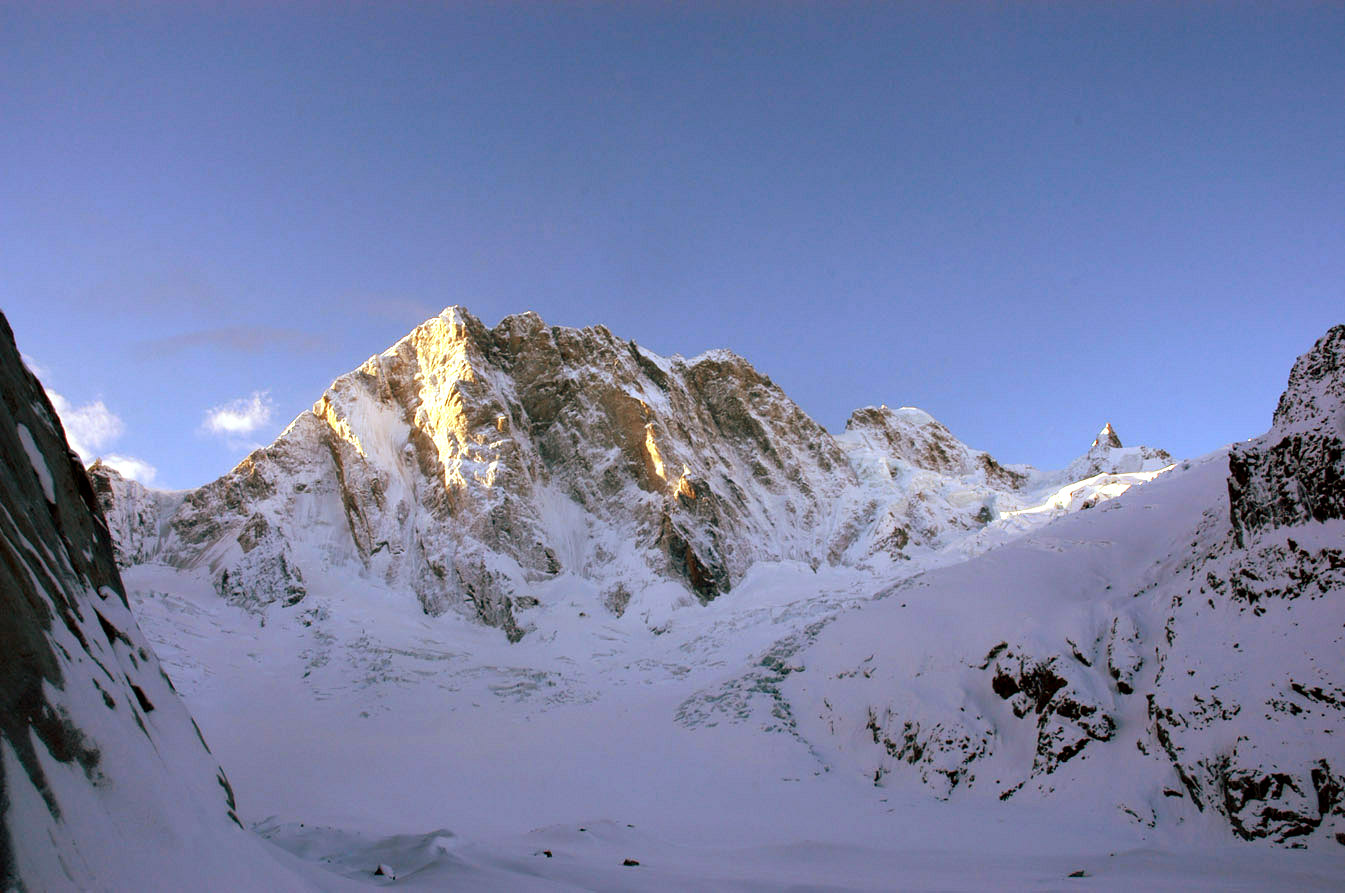
La vertiente norte (francesa) de las Grandes Jorasses. La Punta Walker es la primera de la izquierda. Destaca el Sperone Walker

La punta Walker es la cima más alta del macizo de las Grandes Jorasses en el macizo del Mont Blanc, sobre la línea de frontera entre Francia e Italia. 

## Altura
La altura aparece de manera distinta según la cartografía. La lista oficial de los cuatromiles de los Alpes, publicada por la UIAA en su boletín n.º 145, de marzo de 1994, indica que según la cartografía italiana más reciente, su cota es 4.206 m y, según la francesa igualmente más reciente, es 4.208 m. En el libro Cuatromiles de los Alpes por rutas normales, Richard Goedeke indica los 4.208 m de la cartografía francesa. Igualmente, esa es la altura que se indica en summitpost.org.

## Primeros ascensos
La montaña fue ascendida por vez primera el 30 de junio de 1868 por Horace Walker con Melchior Anderegg, Johann Jaun y Julien Grange. De Horace Walker, presidente del Club Alpino Británico, toma su nombre esta cumbre.
La cara norte de la montaña fue subida entre el 4 y el 6 de agosto de 1938 por tres alpinistas italianos: Riccardo Cassin, Luigi Esposito y Ugo Tizzoni. Siguieron el llamado Sperone Walker ("Espolón Walker").

## Ascenso a la cima
Hoy se puede ascender a la cima partiendo del Refugio Boccalatte a lo largo de la vertiente italiana. El ascenso es de naturaleza alpinística y requiere una buena técnica para el ascenso sobre roca y sobre hielo.
Desde el refugio se sube por el espolón rocoso sobre el que está construido el refugio hasta alcanzar el glaciar de Planpincieux. Pasado el glaciar se llega al Rocher du Reposoir; superados estos se atraviesa el Couloir Whymper. Al final se sale a la dorsal rocosa que asciende hasta la punta.

## Clasificación SOIUSA
Según la clasificación SOIUSA, el Dente del Gigante pertenece:
- Gran parte: Alpes occidentales
- Gran sector: Alpes del noroeste
- Sección: Alpes Grayos
- Subsección: Alpes del Mont Blanc
- Supergrupo: Macizo del Mont Blanc
- Grupo: Cadena Rochefort-Grandes Jorasses-Leschaux
- Subgrupo: Grupo de las Grandes Jorasses
- Código: I/B-7.V-B.4.b